# La Stratégie
La Stratégie: Journal d'Échecs fu una rivista in lingua francese dedicata al gioco degli scacchi, pubblicata tra il 1867 e il 1940.
Creata a Parigi da Jean-Louis Preti, La Stratégie ebbe solo tre direttori durante la sua lunga vita: Jean-Louis Preti dal 1867 al 1875, suo figlio Numa Preti (27 febbraio 1841, Bordeaux – 28 gennaio 1908, Argenteuil) dal 1875 al 1907, e Henri Delaire (16 agosto 1860, Parigi – 27 ottobre 1941) dal 1907 al 1940.